# كريستوفر فولفورد
كريستوفر فولفورد (بالإنجليزية: Christopher Fulford)‏ هو ممثل بريطاني، ولد في 1955 بلندن في المملكة المتحدة.

## أعمال

### أفلام
- (2002) دي توكس[5]
- (2005) ميلاد مجيد[6]
- (2015) ملكة الصحراء

## وصلات خارجية
- كريستوفر فولفورد على موقع IMDb (الإنجليزية)
- كريستوفر فولفورد على موقع ألو سيني (الفرنسية)
- كريستوفر فولفورد على موقع أول موفي (الإنجليزية)
- كريستوفر فولفورد على موقع قاعدة بيانات الأفلام السويدية (السويدية)
- كريستوفر فولفورد على موقع قاعدة بيانات الفيلم (الإنجليزية)
- كريستوفر فولفورد على موقع كينوبويسك (الروسية)